# Montreuil-sur-Maine
Montreuil-sur-Maine – miejscowość i gmina we Francji, w regionie Kraj Loary, w departamencie Maine i Loara.
Według danych na rok 2010 gminę zamieszkiwało 689 osób, a gęstość zaludnienia wynosiła 61 osób/km².